# Agathis (barrträdssläkte)
Agathis är ett släkte barrträd i sydostasien, Australien och Nya Zeeland.

## Arter
1. Agathis atropurpurea (Queensland, Australien)
2. Agathis australis (Nordön, Nya Zeeland)
3. Agathis borneensis (västra Malesien, Borneo)
4. Agathis corbassonii (Nya Kaledonien)
5. Agathis dammara (syn. A. celebica) (östra Malesien)
6. Agathis endertii (Borneo)
7. Agathis flavescens (västra Malaysia)
8. Agathis kinabaluensis (Borneo)
9. Agathis labillardieri (Nya Guinea)
10. Agathis lanceolata (Nya Kaledonien)
11. Agathis lenticula (Borneo)
12. Agathis macrophylla (syn. A. vitiensis) (Fiji, Vanuatu, Solomonöarna)
13. Agathis microstachya (Queensland, Australien)
14. Agathis montana (Nya Kaledonien)
15. Agathis moorei (Nya Kaledonien)
16. Agathis orbicula (Borneo)
17. Agathis ovata (Nya Kaledonien)
18. Agathis philippinensis (Filippinerna, Sulawesi)
19. Agathis robusta (Queensland, Australien; Nya Guinea)
20. Agathis silbae (Vanuatu)
21. Agathis spathulata (Papua New Guinea)
22. †Agathis zamunerae (Argentina)

Tidigare arter, numera tillhörande släktet Nageia.
1. Agathis motleyi - Nageia motleyi
2. Agathis veitchii - Nageia nagi